# Santa Bibiana
Santa Bibiana (Viviana, Vivian, o Vibiana) és una verge I màrtir romana. El primer esment en una autoritat històrica autèntica es produeix en el "Liber Pontificalis," on la biografia del Papa Simplici (468-483) afirma que aquest papa «va consagrar una basílica de la santa màrtir Bibiana, que contenia el seu cos, a prop del "Palatium Licinianum"» (ed. Duchesne, I, 249). La Basílica de Santa Bibiana encara existeix.

## Llegenda
Segons la llegenda, Bibiana era la filla d'un antic prefecte, Flavià, que va ser desterrat per Julià l'Apòstata. La seva dona, Dafrosa, i dues filles, Demètria i Bibiana, també van ser perseguides per Julià. Dafrosa i Demètria van morir de mort natural i van ser enterrades per Bibiana a la seva pròpia casa; però Bibiana va ser torturada i morí a conseqüència dels seus sofriments. Dos dies després de la seva mort, un sacerdot anomenat Joan va enterrar a Bibiana a prop de la seva mare i la seva germana a casa seva, la casa més tard es va convertir en una església. És evident que la llegenda pretén explicar d'aquesta manera l'origen de l'església i la presència en ella dels cossos dels confessors abans esmentats. El relat contingut als martirologis del segle ix s'extreu de la llegenda.
Una altra narració diu que l'any 363, l'emperador Julià va nomenar Apronià el governador de Roma. Bibiana va patir la persecució iniciada per ell. Era la filla dels cristians, Flavià, cavaller romà, i Dafrosa, la seva esposa. Flavià va ser torturat i enviat a l'exili, on va morir de les seves ferides. Dafrosa va ser decapitada, i les seves dues filles, Bibiana i Demètria, van ser desposseïdes de les seves possessions i abandonades en la pobresa. No obstant això, es van quedar a la seva casa, passant el seu temps en dejuni i pregària. Apronià, veient que la fam i el desig no tenien cap efecte sobre elles, les va convocar.
Demètria, després de confessar la seva fe, va caure morta als peus del tirà. Bibiana estava reservada a majors patiments: Va ser posada en mans d'una dona dolenta anomenada Rufina, que en va intentà seduir-la. Va usar cops i persuasió, però la verge cristiana va romandre fidel. Enfadat per la constància d'aquesta santa verge, Apronià va ordenar que fos lligada a un pilar i fuetejada amb flagells, carregats de plom, fins que va morir. La santa va suportar els torments amb alegria i va morir sota els cops infligits per les mans del botxí. 
El seu cos va ser posat a l'aire lliure perquè fos devorat pels animals salvatges, però cap no la va tocar. Després de dos dies va ser enterrada.

## Identitat equivocada
L'esmentada Santa Bibiana (del segle IV) no ha de confondre's amb Sant Vibiana (del segle iii), que és la patrona de l'arquebisbat de Los Angeles.